# Butch Cassidy and the Sundance Kid
Butch Cassidy and the Sundance Kid és un western estatunidenc de George Roy Hill estrenat el 1969.

## Argument
Butch Cassidy i el seu acòlit Sundance Kid són lladres de bancs i de trens. Cansada de veure els seus combois robats, la Unió Pacific encarrega l'agència de detectius Pinkerton de posar fi a les seves actuacions. Al final d'una persecució de diversos dies, els dos companys aconsegueixen despistar els seus perseguidors i tracten fer-se oblidar refugiant-se a Bolívia. Després de diverses aventures, són abatuts a trets en una cabana.

## Repartiment
- Paul Newman: Butch Cassidy
- Robert Redford: Sundance Kid
- Katharine Ross: Etta Place
- Strother Martin: Percy Garris
- Henry Jones: el venedor de bicicletes
- Jeff Corey: el xerif Steve Bledsoe
- George Furth: Woodcock
- Cloris Leachman: Agnes
- Ted Cassidy: Harvey Logan
- Kenneth Mars: el marshal
- Donnelly Rhodes: Macon

## Premis
- Oscar a la millor fotografia per Conrad L. Hall[2]
- Oscar a la millor banda sonora per a Burt Bacharach[2]
- Oscar a la millor cançó original per Raindrops Keep Fallin' on My Head, de Burt Bacharach i Hal David[2]
- Oscar al millor guió original per a William Goldman[2]
- Diversos premis BAFTA, entre els quals BAFTA a la millor pel·lícula

## Al voltant de la pel·lícula
- El rodatge de la pel·lícula es va desenvolupar des del 16 de setembre del 1968 al 13 de març del 1969.
- Els llocs del rodatge són nombrosos. L'escena de l'atac del tren va ser rodada prop de Durango a Colorado. La del bar es va fer al New Sheridan Bar a Telluride. Aquella on Butch i Sundance fan un capbussó al riu va ser rodada a Animas River a Colorado. L'escena on Butch i Etta Place van en bici es realitzà al Parc nacional de Zion a Utah. Diverses escenes han estat rodades a Saint George i a Snow Canyon en aquest mateix Estat. Les escenes bolivianes  han estat fetes al sud de Mèxic, a la regió de Taliacapen entre Cuernavaca i Taxco
- Bob Dylan va ser cridat per cantar la cançó de Burt Bacharach però va refusar.
- Dustin Hoffman va ser cridat per fer el paper de Butch Cassidy.
- Quan Butch i Sundance fan el capbussó al riu, són verdaderament Paul Newman i Robert Redford que salten però, en realitat, cauen sobre una cornisa situada dos metres avall, on s'havia instal·lat un matalàs.
- Paul Newman va fer les seves pròpies escenes de risc en bici, excepte aquella on cau darrere del tancat, que va ser feta pel fotògraf Conrad L. Hall
- Steve McQueen va ser temptat per fer el paper de Sundance i la pel·lícula s'havia de dir The Sundance Kid and Butch Cassidy . Es va canviar el títol de la pel·lícula quan McQueen va refusar el paper.
- Joanna Pettet havia d'interpretar el paper d'Etta Place però va refusar el paper pel seu embaràs.
- En realitat, els verdaders Butch i Sundance van passar un temps a la Patagònia abans d'acabar la seva vida a Bolívia.
- Totes les escenes de Bolívia van ser rodades a Mèxic. La quasi totalitat de l'equip va tenir diarrea per haver begut aigua contaminada. Només Paul Newman, Robert Redford i Katharine Ross no van caure malalts perquè es van negar a beure l'aigua.
- La germana del verdader Butch Cassidy va anar sovint als llocs de rodatge i sempre era acollida amb els braços oberts per l'equip.
- S'havia considerat de manera seriosa contractar Marlon Brando per la pel·lícula.
- El rodatge va començar amb l'escena de l'atac del tren. Katharine Ross va anar al plató encara que no tenia cap paper a jugar en aquesta escena. El director George Roy Hill, furiós, li va prohibir tornar excepte quan tingués una escena per interpretar.
- L'escena del toro va ser rodada a Utah però el toro era originari de Califòrnia i va caldre transportar-lo per avió. Per carregar-lo, els cineastes van vaporitzar una substància en els seus testicles.
- L'última escena, aquella on Butch i Sundance, són morts en un setge, és històricament inexacta. Van ser morts a San Vicente (Bolívia) el novembre de 1908. Hi havia centenars de soldats bolivians però només dos es van unir a la policia per envoltar-los. Només un soldat i un policia van morir a l'escaramussa que va tenir lloc de nit i no en ple dia com ho mostra la pel·lícula. Per aquests motius el govern bolivià va refusar la projecció de la pel·lícula en aquell país durant un temps.
- L'èxit de la pel·lícula demanava una altra pel·lícula. Per primera vegada, la pel·lícula següent no va ser una continuació sinó un Prequel en l'argot cinematogràfic americà, una pel·lícula en la qual els esdeveniments passen abans del de referència: (Butch and Sundance: The Eearly Days) de Richard Lester el 1979
- El personatge de Sundance Kid va inspirar a Robert Redford el nom del seu ranxo a Utah.